# Kyūsho Jitsu

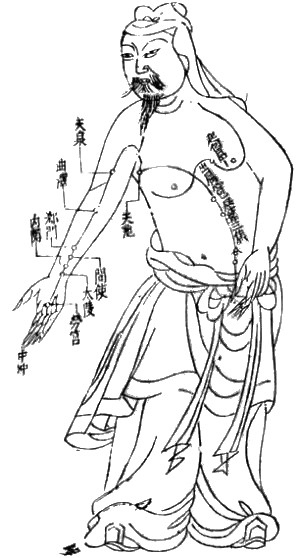
Meridiane

Kyūsho Jitsu (jap. 急所術, dt. „Kunst der Vitalpunkte“) bezeichnet das Wissen um die „Vitalpunkte“ des menschlichen Körpers und ihre Benutzung in den Kampfkünsten. Kyūsho Jitsu ist dabei keine eigenständige Kampfkunst und wird als solche auch nicht in Japan trainiert. Es ist eine auf den Erkenntnissen und Prinzipien der Akupunktur und der Verbindung zur westlichen Neurologie basierende Methode der Arbeit mit den Vitalpunkten, die in zahlreiche Kampfkünste integriert werden kann. Über den Erkenntnissen um die Vitalpunkte stehen beim fortgeschrittenen Nutzer die so genannten Prinzipien, die die Wirksamkeit der Vitalpunkt-Stimulation verbessern sollen.

## Beschreibung des Kyūsho Jitsu
In den nichtjapanischen Kampfkünsten sind die vitalen Punkte unter den Namen Dim Mak oder Dianxue (chinesische Stile), Kupso Sul oder Hyol Do Bop (koreanische Stile) oder Marma-Adi (Indien) bekannt.
Im Kyūsho Jitsu sollen durch die Manipulation der Punkte die neurologischen oder physiologischen Vorgänge des menschlichen Körpers in einer Form beeinflusst werden, dass eine Beeinträchtigung des Körpers hervorgerufen wird. Diese kann in Form von Reflexreaktionen, Schmerz, Gleichgewichtsstörungen, Kraftverlust bis hin zum Verlust des Bewusstseins auftreten. Andererseits kann das erworbene Wissen wie in der Traditionellen Chinesischen Medizin auch zur Linderung verschiedener Beschwerden genutzt werden.

## Erklärungsmodelle
Es gibt zwei verschiedene Erklärungsmodelle des Kyūsho Jitsu.
Das traditionelle Erklärungsmodell des Kyūsho Jitsu bedient sich der traditionellen chinesischen Medizin. Man geht dabei von dem Meridiansystem der Akupunktur aus. Auch die Benennung der vitalen Punkte geht vom Meridiansystem aus.
Ein weiteres Modell basiert ausschließlich auf den westlichen Erkenntnissen der Medizin und beschreibt anhand dessen die Auswirkungen der Schläge und Griffe. Dazu gehören Traumata, Gewebsverletzungen, Nervenschocks und Sehnen- oder Muskelverletzungen. Die Wirksamkeit dieser Techniken ist wissenschaftlich nicht nachweisbar.
Meist wird eine Mischung aus beiden Modellen vermittelt. Das nötige Wissen und die Techniken lassen sich mit beiden Modellen erwerben.

## Techniken
Es gibt viele Möglichkeiten des Schlagens und des Tretens. Praktizierende von Kyūsho geben besondere Punktgenauigkeit als ein Hauptmerkmal ihres Stiles an. Sie behaupten, dass die normale Ausführung von Techniken wie Oizuki (Fauststoß) keine ideale Wirkung erzielen würden. Laut dieser Behauptungen entspreche die Ausführung von Techniken optisch denen vieler anderer Kampfkünste, unterscheide sich jedoch bezüglich Punktgenauigkeit, Winkeln und Angriffsrichtungen von diesen. Im Kyūsho Jitsu sei der Krafteinsatz häufig gering, da die Nervenpunkte sehr empfindlich reagierten. Es gäbe zudem auch die Möglichkeit, statt zu schlagen oder zu treten, die Vitalpunkte durch Greifen oder Drücken zu reizen.  Praktizierende behaupten, dass selbst ein kleines Kind oder ein alter Mensch diese Technik erfolgreich anwenden könne, wofür es jedoch keine empirischen Belege gibt.

Beintechniken
Sokuto
Kakato

Handtechniken
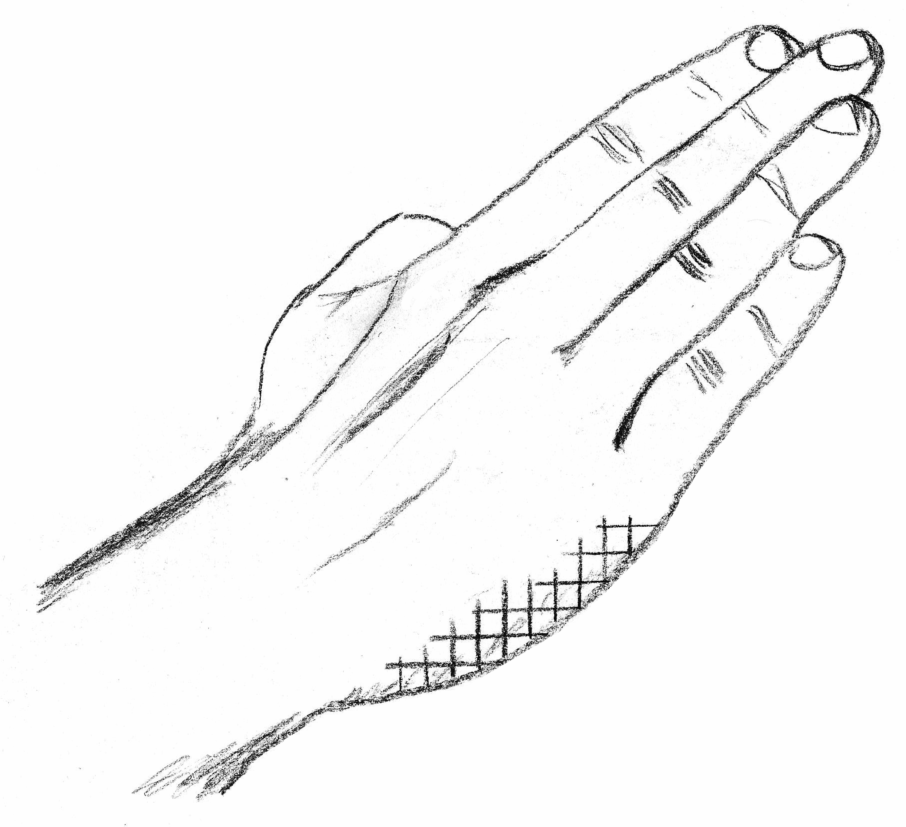
Shutō
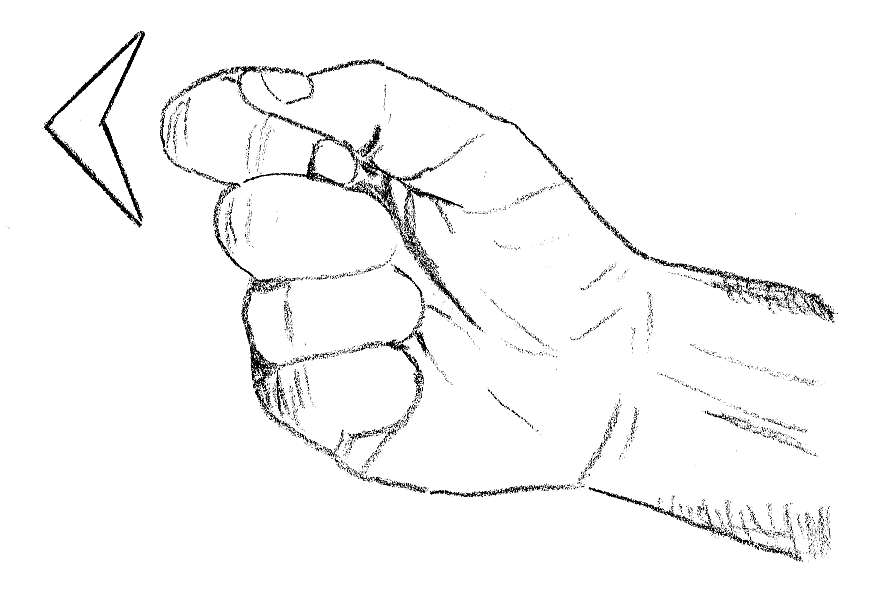
Ippon-Ken
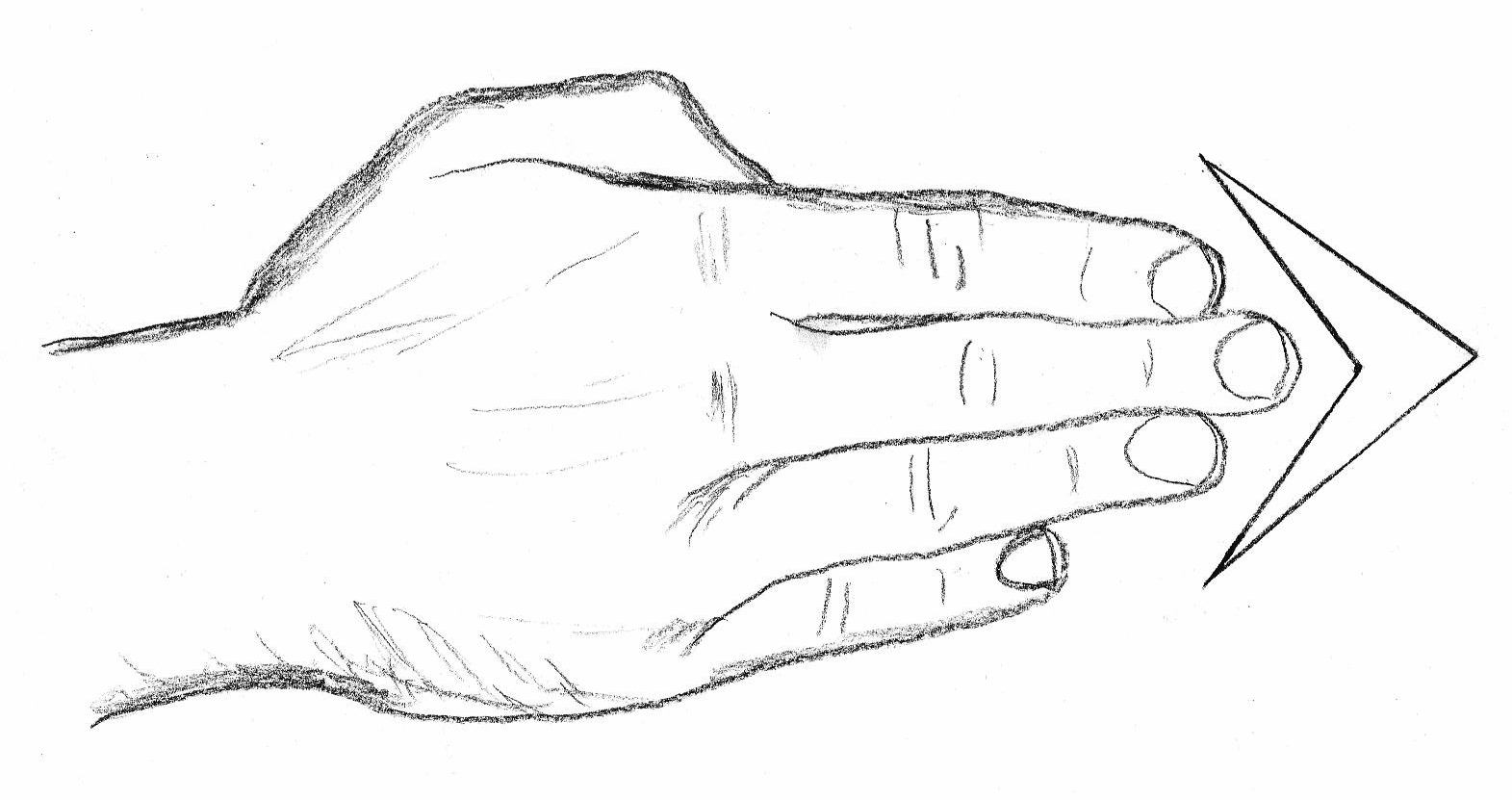
Nukite
Haito
Teisho
Keito
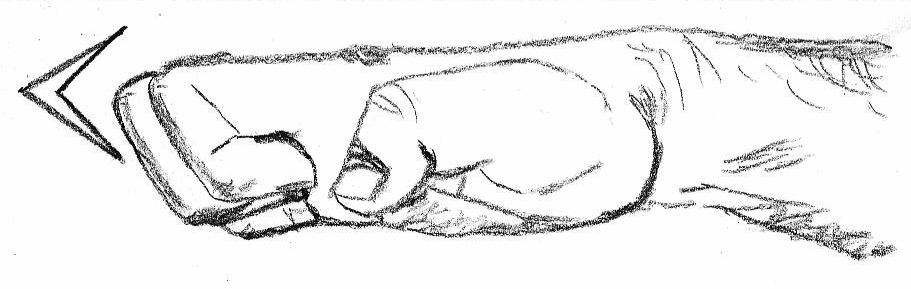
Hiraken

- Beintechniken
- Sokuto
- Kakato

## Praktizierende von Kyūsho Jitsu
Praktizierende, die diesen Stil unterrichten, sind unter anderem George Dillman, Evan Pantazi,  Jean Paul Bindel, Achim Keller, Kelly Sach, Florian Haingärtner, Manfred Zink oder Fritz Oblinger. Nach den Aussagen dieser Vertreter könne man die grundlegenden Techniken der Selbstverteidigung schnell lernen. Jedoch führe nur ein intensives Studium und Übung zur Meisterschaft. Oft wird Kyusho über die einzelnen Kata weiter gegeben. Pantazi, Gencoglu, Haingärtner und Sach haben die Punkte eher in Selbstverteidigungstechniken eingebaut, von denen sie behaupten, dass diese sofort in Notwehrsituationen umzusetzen seien. Die Wirksamkeit aus der Distanz, ohne Kontakt, wird hierbei ohne empirische Belege und entgegen zahlreicher Hinweise auf tatsächlich nahezu vollständige Wirkungslosigkeit behauptet. {}